# LSDI
LSDI ist eine Abkürzung für den Englischen Begriff Large Screen Digital Imagery.
Sie wird im Zusammenhang mit der Auflösung von Bildverarbeitungsgeräten benutzt, z. B. Fernseher, Computermonitore, Projektoren usw.
Gemeint ist die Familie großer bildgebender Systeme, die in einer großen Vielfalt von Anwendungen einschließlich Programmvorführungen, zum Beispiel Dramen, Sportereignissen, Konzerten usw., benutzt werden kann.
Auflösungen von 1920 × 1080 und 1280 × 720 digitaler Pixel (Bildpunkte) erfüllen die Anforderungen an LSDI-Anwendungen.